# What Difference Does It Make?
What Difference Does It Make? è un brano della band inglese The Smiths.
Pubblicato anche come singolo, il 16 gennaio del 1984 dalla Rough Trade, il disco raggiunse la posizione numero 12 nella Official Singles Chart, la classifica inglese di vendite.
Il brano è contenuto, in una differente versione prodotta da John Porter, anche nell'omonimo album di debutto della band e successivamente nella raccolta Hatful of Hollow, usciti entrambi sempre nel 1984.

## Realizzazione
Scritto da Morrissey e Marr, il brano venne registrato, il 31 maggio 1983, per il programma radiofonico di John Peel, in onda alla BBC Radio 1. Nella stessa session vennero registrate anche altri tre brani: Miserable Lie, Reel Around The Fountain e Handsome Devil per essere poi pubblicati, successivamente, assieme a What Difference Does It Make?, nel Peel Sessions Ep, uscito nell'ottobre del 1988.
Musicalmente, la versione apparsa nelle Peel Sessions (e poi uscita come singolo), è di gran lunga la migliore: la produzione riuscì a elaborare un ottimo suono e, la registrazione durante lo show, pare assolutamente migliore rispetto a quella più raffinata di John Porter, che compare nell'album The Smiths, che risente della produzione troppo elaborata e assolutamente inadatta per un brano come questo.
Il testo allude ad una relazione sentimentale, ma non necessariamente omosessuale, in cui il protagonista viene abbandonato dal partner perché timoroso di conoscere la verità sulla natura sessuale dell'amante.
"Per me (Morrissey, ndr), quasi tutti i dischi sono stati assolutamente perfetti, ma non posso negare che ce ne sono alcuni che non sono invecchiati così graziosamente come ad esempio What Difference Does It Make?. Non mi piace per la produzione, ma questo è l'unico rammarico, anche se potrei sembrare il tipo di persona che ha molti rimpianti." (Morrissey intervistato da Jamming, 1984)

## Copertina
La copertina del singolo originale ritrae una foto dell'attore britannico Terence Stamp, tratta dal film Il Collezionista, del 1965.
La cosa non riscosse però l'approvazione da parte di Stamp il quale chiese all'etichetta di essere rimosso dalla copertina e l'immagine venne quindi sostituita con uno scatto di Morrissey, in una posa che tende a rievocare la stessa scena di Stamp, ma con un bicchiere di latte in mano al posto del tampone di cloroformio dell'originale. Successivamente l'attore diede la sua approvazione (dopo un intervento di mediazione da parte dell'amica comune Sandie Shaw) e la foto originale venne ripristinata sulle versioni 12" distribuite nel Regno Unito.

## Tracce
- UK 7"

1. What Difference Does It Make? - 3:25
2. Back to the Old House - 3:04

- UK 12"

1. What Difference Does It Make? - 3:50
2. Back to the Old House - 3:04
3. These Things Take Time - 2:20

## Formazione
- Morrissey – voce
- Johnny Marr – chitarra, pianoforte
- Andy Rourke – basso
- Mike Joyce – batteria